# Un erede
Un erede è un cortometraggio del 2011 diretto da Jean-Marie Straub.

## Trama
Come il protagonista del romanzo Au service de l'Allemagne, Joseph, Straub vaga per Mont Saint Odile, seguendo il percorso del giovane medico di campagna.

## Produzione
Il film è ispirato al secondo romanzo della trilogia di Colette Bodauche dello scrittore Maurice Barrès, Au service de l'Allemagne, ed è girato in Alsazia.